# Протистояння (фільм, 2016)
«Протистояння» (араб. اشتباك, Eshtebak) — єгипетський драматичний фільм, знятий Мохамедом Діабом. Світова прем'єра стрічки відбулась 12 травня 2016 року на Каннському кінофестивалі. Фільм розповідає про групу різних людей — двох журналістів, двох радикальних ісламістів, двох помірних ісламістів і одного християнина, — яка опиняється в центрі військового перевороту.
Фільм був висунутий Єгиптом на премію «Оскар» за найкращий фільм іноземною мовою.

## У ролях
- Неллі Карім — Нагва
- Гані Адель — Адам
- Абделхамід Хефні Ахмед — Авад
- Ель Себайи Мохамед — Зейн

## Визнання
| Нагороди та номінації фільму «Протистояння» | Нагороди та номінації фільму «Протистояння» | Нагороди та номінації фільму «Протистояння» | Нагороди та номінації фільму «Протистояння» | Нагороди та номінації фільму «Протистояння» | Нагороди та номінації фільму «Протистояння» |
| Рік                                         | Кінопремія / Кінофестиваль                  | Категорія / Нагорода                        | Номінант                                    | Результат                                   |                                             |
| ------------------------------------------- | ------------------------------------------- | ------------------------------------------- | ------------------------------------------- | ------------------------------------------- | ------------------------------------------- |
| 2016                                        | Каннський кінофестиваль                     | Найкращий фільм («Особливий погляд»)        | «Протистояння»                              | Номінація                                   |                                             |
| 2016                                        | Мюнхенський кінофестиваль                   | Найкращий фільм нового режисера             | «Протистояння»                              | Номінація                                   |                                             |